# Verdrag tot toetreding (1985)

Lidstaten (blauw), toegetreden landen (geel)

Het Verdrag tot toetreding van 1985 is de overeenkomst tussen de Europese Gemeenschappen en twee landen die wilden toetreden tot de Europese gemeenschappen. De twee landen waren Spanje en Portugal Het verdrag trad in werking op 1 januari 1986 en maakte de toetreding van Spanje en Portugal tot de EG mogelijk. Het verdrag vormt een integraal onderdeel van de constitutionele basis van de Europese Unie.

## Volledige titel
De officiële titel van het verdrag luidt:
Verdrag tussen het Koninkrijk België, het Koninkrijk Denemarken, de Bondsrepubliek Duitsland, de Helleense Republiek, de Franse Republiek, Ierland, de Italiaanse Republiek, het Groothertogdom Luxemburg, het Koninkrijk der Nederlanden, het Verenigd Koninkrijk van Groot-Brittannië en Noord-Ierland (Lid-Staten der Europese Gemeenschappen) en het Koninkrijk Spanje en de Portugese Republiek, betreffende de toetreding van het Koninkrijk Spanje en de Portugese Republiek tot de Europese Economische Gemeenschap en de Europese Gemeenschap voor Atoomenergie.

## Ratificatie
| Land                                                      | Ondertekening | Ondergetekende                  | Ratificatie       |
| --------------------------------------------------------- | ------------- | ------------------------------- | ----------------- |
| België                                                    | 12 juni 1985  | Premier Wilfried Martens        | 28 augustus 1985  |
| Denemarken                                                | 12 juni 1985  | Premier Poul Schlüter           | 20 december 1985  |
| Duitsland                                                 | 12 juni 1985  | Bondskanselier Helmut Kohl      | 20 december 1985  |
| Frankrijk                                                 | 12 juni 1985  | President François Mitterrand   | 27 december 1985  |
| Griekenland                                               | 12 juni 1985  | Premier Andreas Papandreou      | 14 december 1985  |
| Ierland                                                   | 12 juni 1985  | Taoiseach Garret FitzGerald     | 2 december 1985   |
| Italië                                                    | 12 juni 1985  | Premier Bettino Craxi           | 24 december 1985  |
| Luxemburg                                                 | 12 juni 1985  | Premier Jacques Santer          | 29 november 1985  |
| Nederland                                                 | 12 juni 1985  | Minister-president Ruud Lubbers | 23 december 1985  |
| Portugal                                                  | 12 juni 1985  | Premier Mário Soares            | 18 december 1985  |
| Spanje                                                    | 12 juni 1985  | Premier Felipe Gonzalez         | 30 september 1985 |
| Verenigd Koninkrijk van Groot-Brittannië en Noord-Ierland | 12 juni 1985  | Premier Margaret Thatcher       | 20 december 1985  |